# Thenea muricata
Thenea muricata är en svampdjursart som först beskrevs av James Scott Bowerbank 1858.  Thenea muricata ingår i släktet Thenea och familjen Pachastrellidae. Inga underarter finns listade i Catalogue of Life.